# Provincia Hamgyong de Sud
Hamgyong de Sud este o provincie a R.P.D. Coreene. Reședința se găsește la Hamhung, al doilea oraș ca mărime din Coreea de Nord.